# La Vie Electronique 7
La Vie Electronique 7 (LVE7) is een muziekalbum van Klaus Schulze, dat in 2010 voor de eerste keer als aparte set werd uitgegeven. Het bevat zowel live-opnamen, af en toe is publiek te horen, als studio-opnamen.
Schulze had in de jaren 70 zoveel inspiratie dat hij lang niet al zijn muziek kwijt kon in de reguliere uitgaven die toen via Virgin Records uitkwamen. Daarbij is zijn stijl in de afgelopen decennia nauwelijks gewijzigd, alhoewel de albums met zangeres Lisa Gerrard, die rond 2008 verschenen, een donkerder geluid laten horen. LVE7 laat live/studio-opnamen horen uit het tijdperk, dat digitale toetsinstrumenten (nog) niet voorhanden waren en er gewerkt moest worden met de voorlopers van de synthesizer en de synthesizers zelf. Klaus Schulze zat tijdens concerten bijna geheel ingebouwd in de elektronische apparatuur. Delen van de opnamen van LVE7 waren eerder uitgegeven in de Jubilee Edition en The Ultimate Collection die in de jaren 90 verschenen, maar inmiddels uitverkocht zijn.
Volgens Schulzes gebruik in die jaren zijn het dus relatief lange stukken.

## Musici
- Klaus Schulze – synthesizers, elektronica
- Arthur Brown – zang op Avec Arthur, opgenomen op 25 oktober 1979 in een jeugdsoos in Luik

## Muziek
| Nr. | Titel | Duur  |
| --- | --- | ----- |
| 1.  | Re: People I know (A: Eddie, B: Stomu, C: Hartmut und Manuel, D: Michael S., E: Arthur, F: Marianne)                           | 40:24 |
| 7.  | Avec Arthur (A: Another dark sound, B: All alone, C: Swifter than lightbeams, D: Empty’s the power, E: Yet another sound part) | 37:34 |

| Nr. | Titel | Duur  |
| --- | --- | ----- |
| 1.  | Crazy Nietzsche (A: Der freie Geist, B: Die Geburt der Tragödie, C: Wir Antipoden, D: Asketische Ideale, E: Klage der Ariane, F: Ecce Homo) | 43:16 |
| 7.  | The future (A: Things to come, B: The island earth, C: Alphaville, D: Just imagine)                                                         | 28:19 |
| 11. | Interview uit 1979 | 2:30  |

| Nr. | Titel | Duur  |
| --- | --- | ----- |
| 1.  | My virtual principles (A: Purpose, B: Shape, C: Cleaning event, D: Flux post, E: Catch wave, F: Endless box, G: Merzbau, H: Tachistic architecture) | 63:53 |
| 8.  | Die Erde ist rund | 11:56 |